# NGC 7297
NGC 7297 (другие обозначения — PGC 69046, ESO 345-18, MCG -6-49-7, IRAS22282-3804) — галактика в созвездии Журавль.
Этот объект входит в число перечисленных в оригинальной редакции «Нового общего каталога».